# Ia Dreng
Ia Dreng là một xã thuộc huyện Chư Pưh, tỉnh Gia Lai, Việt Nam.

## Địa lý
Xã Ia Dreng có vị trí địa lý: 
- Phía Đông giáp xã Ia Hrú
- Phía Tây giáp xã Ia HLốp và xã Ia Ko
- Phía Nam giáp thị trấn Nhơn Hòa
- Phía Bắc giáp xã Ia Blang và xã Ia HLốp.

Xã Ia Dreng có diện tích 23,52 km², dân số năm 2000 là 2.486 người, mật độ dân số đạt 106 người/km².

## Lịch sử
Ngày 9 tháng 11 năm 2000, thành lập xã Ia Dreng trên cơ sở 2.351,7 ha diện tích tự nhiên và 2.486 người của xã Ia Hrú.